# 文地镇
文地镇，是中华人民共和国广西壮族自治区玉林市博白县下辖的一个乡镇级行政单位。

## 行政区划
文地镇下辖以下地区：
文地街社区、王洛村、大沙村、文地村、茂石村、河滩村、青河村、山文村、汉平村、平旺村、那大村、中苏村、中良村、才苏村、堂兰村、南凭村、番壁村和姜充村。